# Dover (Vermont)
Dover ist eine Town im Windham County des Bundesstaates Vermont in den Vereinigten Staaten mit 1.798 Einwohnern (laut Volkszählung von 2020).

## Geografie

### Geografische Lage
Gelegen im Hochland der Green Mountains ist der Siedlungskern West Dover am Fuß des 1092 m (3583 ft) hohen Mount Snow mit seinen Skigebieten seit den 1950er Jahren ein Fremdenverkehrszentrum der Umgebung. Weitere wichtige Berge des Gebietes sind der Rice Hill mit 894 m (2933 ft) und der Johnson Hill mit 894 m (2933 ft).
Außerdem ist Dover ist das Quellgebiet des Rock River und des Nordastes des Deerfield River.

### Nachbargemeinden
Alle Entfernungen sind als Luftlinien zwischen den offiziellen Koordinaten der Orte aus der Volkszählung 2010 angegeben.
- Norden: Wardsboro, 4,1 km
- Osten: Newfane, 15,9 km
- Südosten: Marlboro, 12,7 km
- Süden: Wilmington, 3,5 km
- Südwesten: Searsburg, 13,2 km
- Westen: Somerset, 13,9 km
- Nordwesten: Stratton, 8,6 km

### Klima
Die mittlere Durchschnittstemperatur in Dover liegt zwischen −7,8 °C (18 °Fahrenheit) im Januar und 20,0 °C (68 °Fahrenheit) im Juli. Damit ist der Ort gegenüber dem langjährigen Mittel Vermonts um etwa 1 Grad wärmer. Die Schneefälle zwischen Oktober und Mai bei einem Spitzenwert im Januar von 43 cm (17 inch) liegen mit rund zwei Metern etwa doppelt so hoch wie die mittlere Schneehöhe in den USA. Die tägliche Sonnenscheindauer liegt am unteren Rand des Wertespektrums der USA.

## Geschichte
Besiedelt ab 1779 und ursprünglich Teil der 1780 ausgerufenen Town Wardsboro, wurde der südliche Teil dieser Gemeinde am 30. Oktober 1810 zu einer eigenständigen Town ernannt und erhielt, nach vielen Vorschlägen wie Freedom und Liberty, von den Bürgern den Namen Dover. Der Grund für die Namensgebung ist nicht mehr bekannt; eine häufig zu lesende Geschichte, die Town wäre nach dem Hund des Bürgermeisters benannt worden, der die Vielzahl pathetischer Namensvorschläge leid gewesen wäre, ist aber eindeutig eine Legende.
Seit dem Beginn des 20. Jahrhunderts entwickelte sich die ländliche Stadt allmählich zu einem Wintersportort. Der Niedergang der Wirtschaft durch die Weltwirtschaftskrise von 1929 führte auch in der Town Dover zu einem deutlichen Verlust von Arbeitsplätzen und Bewohnern; aus den ursprünglich drei Siedlungskernen West Dover, East Dover und Dover wurden zwei: die Siedlung Dover erlosch. Fehlende Neuerungen ließen die Gegend auf dem technischen Stand von 1930 verharren. Alle Schulen wurden geschlossen, weil keine Kinder mehr im Bezirk lebten, für die sie benötigt worden wären.
1953 erwarb Walter Schoenknecht eine Skihütte am Mount Snow und baute sie systematisch zu einem Wintersportgebiet aus. Dies hatte in kurzer Zeit belebenden Effekt auf die beiden verbliebenen Siedlungen, besonders auf das näher gelegene West Dover. Eine neue Straße, die Vermont State Route 100, und ein Flugfeld erschlossen das Gebiet für Touristen. Heute ist das Areal ein belebtes Tourismuszentrum mit einer Vielzahl von Restaurants, Hotels und Veranstaltungen.

### Religionen
In der Town sind eine baptistische Gemeinde, die East Dover Baptist Church sowie eine Niederlassung der United Church of Christ (in West Dover) angesiedelt.

### Einwohnerentwicklung
| Volkszählungsergebnisse – Town of Dover, Vermont | Volkszählungsergebnisse – Town of Dover, Vermont | Volkszählungsergebnisse – Town of Dover, Vermont | Volkszählungsergebnisse – Town of Dover, Vermont | Volkszählungsergebnisse – Town of Dover, Vermont | Volkszählungsergebnisse – Town of Dover, Vermont | Volkszählungsergebnisse – Town of Dover, Vermont | Volkszählungsergebnisse – Town of Dover, Vermont | Volkszählungsergebnisse – Town of Dover, Vermont | Volkszählungsergebnisse – Town of Dover, Vermont | Volkszählungsergebnisse – Town of Dover, Vermont |
| Jahr                                             | 1800                                             | 1810                                             | 1820                                             | 1830                                             | 1840                                             | 1850                                             | 1860                                             | 1870                                             | 1880                                             | 1890                                             |
| ------------------------------------------------ | ------------------------------------------------ | ------------------------------------------------ | ------------------------------------------------ | ------------------------------------------------ | ------------------------------------------------ | ------------------------------------------------ | ------------------------------------------------ | ------------------------------------------------ | ------------------------------------------------ | ------------------------------------------------ |
| Einwohner                                        | –                                                | 859                                              | 829                                              | 831                                              | 729                                              | 709                                              | 650                                              | 635                                              | 621                                              | 524                                              |
| Jahr                                             | 1900                                             | 1910                                             | 1920                                             | 1930                                             | 1940                                             | 1950                                             | 1960                                             | 1970                                             | 1980                                             | 1990                                             |
| Einwohner                                        | 503                                              | 377                                              | 385                                              | 278                                              | 244                                              | 252                                              | 370                                              | 555                                              | 666                                              | 994                                              |
| Jahr                                             | 2000                                             | 2010                                             | 2020                                             | 2030                                             | 2040                                             | 2050                                             | 2060                                             | 2070                                             | 2080                                             | 2090                                             |
| Einwohner                                        | 1.410                                            | 1.124                                            | 1.798                                            |                                                  |                                                  |                                                  |                                                  |                                                  |                                                  |                                                  |

## Wirtschaft und Infrastruktur

### Verkehr
Dover ist in erster Linie durch die Vermont State Route 100 an die Außenwelt angeschlossen. Sie verbindet den Ort mit anderen, nördlich und südlich gelegenen Skigebieten am Hauptkamm der Green Mountains. Zusätzlich werden durch den Deerfield Valley Regional Airport, der auch unter seinem ehemaligen Namen Mount Snow Airport bekannt ist, schnelle An- und Abtransporte von Touristen und Kranken sichergestellt.

### Öffentliche Einrichtungen
Seit 1975 existiert eine Historical Society, die sich besonders dem Erhalt der Überbleibsel aus der Ortsgeschichte vor der Entwicklung zum Wintersportort widmet. Andere öffentliche Einrichtungen sind nicht bekannt. Das nächstgelegene Krankenhaus ist das Brattleboro Memorial Hospital in Brattleboro.

### Bildung
Seit 1957 unterhält Dover eine öffentliche Grundschule, die Dover Elementary School.

## Persönlichkeiten

### Söhne und Töchter der Stadt
- Kittredge Haskins (1836–1916), Politiker und Vertreter im US-Repräsentantenhaus